# Nijenhuis (Olst-Wijhe)
Het Nijenhuis is een landgoed met havezate gelegen tussen de plaatsen Wijhe en Heino in de Overijsselse streek Salland. Twee bouwhuizen flankeren het plein voor het kasteel. Gebouwen en omliggend parkbos zijn bij Museum de Fundatie in gebruik als tentoonstellingsruimte voor beeldende kunst.

## Geschiedenis
De havezate wordt in de archieven in 1382 voor het eerst vermeld. Het tegenwoordige kasteel stamt deels uit 1680. Verschillende bekende adellijke families waaronder telgen uit de geslachten Van Ittersum, Bentinck (Volkier Marius François Bentinck tot Nijenhuis werd hier geboren) en Van Pallandt bewoonden het. In 1870 werden door de toenmalige eigenaar Van Knobelsdorff twee grote woontorens toegevoegd. Nadat het huis in de twintigste eeuw in verval raakte kwam het in bezit van de provincie Overijssel. In de jaren vijftig vond een grote restauratie plaats.

## Museum
Het huis werd van 1958 tot zijn dood in 1984 bewoond door kunstverzamelaar en voormalig directeur van museum Boijmans Van Beuningen Dirk Hannema. Hij liet een belangrijke collectie beeldende kunst na waarvan delen sinds 2004 in het Nijenhuis getoond worden aan het publiek. Bij het huis behoort ook een door Hannema begonnen beeldentuin waar vele kunstwerken zijn opgesteld. Beeldhouwer Ossip Zadkine maakte in 1929 de zonnewijzer in de vorm van een liefdespaar. Een ander belangrijk werk is een afgietsel van het beeld dat Charlotte van Pallandt in 1968 maakte van koningin Wilhelmina.